# Slavonski radio

## Ukratko
Slavonski radio je privatna hrvatska radio stanica sa sedistem u Osijeku.

## Istorijat
Slavonski radio je osnovao Glas Slavonije d.d 1993. godine. Trenutno imaju koncesiju za Osječko-baranjsku županiju. Radio je urbanog karaktera, programska koncepcija radija je domaca i strana muzika, kao i emisije koje obradjuju teme iz bitnih sfera zivota sto su informativne (Vesti i Slavonski dnevnik) emisije iz kulture (Ars Slavonica) takodje tu je i emisija iz sporta (sportski presluh), onda o ravnopravnosti polova (Libela), zdravlju (radio ordinacija) decija emisija (radoznalica) kao i emisija (imam jedno pitanje) gde gradjani resavaju svoje svakodnevne probleme.

## Program se emituje sa sledećih odašiljača
- 89,7 Nasice
- 91,0 Djakovo
- 100,6 Osijek
- 106,2 Belje

## Spoljašnje veze
- Slavonski radio